# Brachypelma
Brachypelma is een geslacht van spinnen uit de familie vogelspinnen (Theraphosidae). De spinnen uit het geslacht kunnen 15 cm lang worden.

## Leefgebied
De meeste soorten van dit geslacht leven in Centraal-Amerika (Mexico, Honduras, Guatemala, ...). Ze leven in halfwoestijnen, maar kunnen ook in nattere gebieden overleven, waardoor ze zeer geliefd zijn om in een terrarium te houden. De optimale temperatuur bedraagt rond de 26 °C en de luchtvochtigheid ongeveer 60%.

## Voedsel
Deze vogelspinnen voeden zich met alle soorten dieren, kleiner dan zichzelf. Ze eten voornamelijk insecten (kevers, sprinkhanen, krekels, ...), maar kunnen ook kleine zoogdieren, zoals kleine muizen verorberen.

## Gedrag
De meeste soorten uit dit geslacht zijn niet agressief. Ze zullen hoogstens met brandharen strooien, die bij aanraking met de huid jeuk en ook hoest kunnen veroorzaken. Slechts een paar soorten (waaronder de Brachypelma mesomelas en de Brachypelma angustum) kunnen agressiever uitvallen en zullen sneller bijten. Een beet van een Brachypelma-soort is weinig schadelijk en zal hoogstens jeuk en zwellingen met zich meebrengen. Toch wordt steeds aangeraden deze dieren niet te veel vast te nemen, maar ze in hun terrarium te laten zitten.

## Soorten
De volgende soorten zijn bij het geslacht ingedeeld:
- Brachypelma albiceps Pocock, 1903
- Brachypelma albopilosum Valerio, 1980
- Brachypelma andrewi Schmidt, 1992
- Brachypelma angustum Valerio, 1980
- Brachypelma annitha Tesmoingt, Cleton & Verdez, 1997
- Brachypelma auratum Schmidt, 1992
- Brachypelma aureoceps (Chamberlin, 1917)
- Brachypelma baumgarteni Smith, 1993
- Brachypelma boehmei Schmidt & Klaas, 1993
- Brachypelma embrithes (Chamberlin & Ivie, 1936)
- Brachypelma emilia (White, 1856)
- Brachypelma epicureanum (Chamberlin, 1925)
- Brachypelma fossorium Valerio, 1980
- Brachypelma hamorii Tesmoingt, Cleton & Verdez, 1997
- Brachypelma kahlenbergi Rudloff, 2008
- Brachypelma klaasi (Schmidt & Krause, 1994)
- Brachypelma sabulosum (F. O. P.-Cambridge, 1897)
- Brachypelma schroederi Rudloff, 2003
- Brachypelma smithi (F. O. P.-Cambridge, 1897)
- Brachypelma vagans (Ausserer, 1875)
- Brachypelma verdezi Schmidt, 2003